# Vampire Dormitory
Vampire Dormitory (ヴァンパイア男子寮 Vanpaia Domitorī?) es una serie de manga japonesa escrita e ilustrada por Ema Tōyama. Comenzó a serializarse en la revista de manga shōjo Nakayoshi de Kōdansha en noviembre de 2018. Una adaptación de la serie de televisión de anime producida por Studio Blanc se estrenará en 2024.

## Argumento
Mito no tiene casa ni dinero, además de ser despedida de su trabajo. Mito es un bishonen que un día conoce a un chico llamado Ruka que le dice "Tu sangre es horrorosa". Ruka es un vampiro que ha buscado a un chico lindo para usar como comida y quiere amar a Mito con el objetivo de que su sangre tenga un mejor sabor, sin saber que Mito en realidad es una chica.

## Personajes
Mito Yamamoto (山本 美人 Yamamoto Mito?)
 Seiyū: Kana Ichinose
La personaje principal de la historia. Aunque parece un chico guapo, en realidad es una chica pero ella nació transgénero. Ella perdió sus padres a temprana edad y fue acogida por parientes suyos, quienes luego la echaron de casa porque acordaron mantenerla hasta que terminara la secundaria media. Mito consiguió trabajo en un restaurante de ramen disfrazándose de chico, pero fue despedida por el gerente porque era muy popular entre las chicas quienes venían con frecuencia al restaurante y eso impedía a que los hombres ingresaran al local. Sin dinero y ni lugar donde vivir, Mito fue acogida por Ruka.
Ruka Saotome (早乙女 ルカ Saotome Ruka?)
 Seiyū: Shun'ichi Toki
Es un vampiro que pasa sus días como estudiante de secundaria en un dormitorio de chicos y trabaja a tiempo parcial en una cafetería. Busca al chico de su destino para convertirse en el líder del mundo vampírico. Él piensa que Mito en un chico.
Ren Nikaido (二階堂 蓮 Nikaidō Ren?)
 Seiyū: Yūichirō Umehara
Compañero de clase de Luke. Aunque protege a Mito de Ruka, se enamora de ella y también sabe que es una niña.
Komori (小森?)
 Seiyū: Wataru Hatano
Takara Kagurazaka (神楽坂 宝 Kagurazaka Takara?)
 Seiyū: Yusuke Shirai
Juri (樹里?)
 Seiyū: Yuki Sakakihara

## Contenido de la obra

### Manga
Vampire Dormitory es escrita por Ema Tōyama. Comenzó la serialización en la revista de manga shōjo Nakayoshi de Kodansha el 2 de noviembre de 2018. La serie finalizó su primera parte el 1 de julio de 2022 y comenzó su segunda parte el 1 de diciembre de ese año. Sus capítulos se han recopilado en doce volúmenes de tankōbon a noviembre de 2023.
Durante su panel de la Comic-Con de San Diego de 2019, Kōdansha USA anunció que obtuvieron la licencia del manga en formato solo digital. El 24 de marzo de 2021, Kodansha USA anunció que se publicaría una versión impresa en el cuarto trimestre de 2021.

### Anime
El 30 de octubre de 2023 se anunció una adaptación de la serie de televisión de anime. Está animada por Studio Blanc y dirigida por Nobuyoshi Nagayama, con guiones escritos por Touko Machida y personajes diseñados por Naomi Tsuruta. Su estreno está previsto para el 7 de abril de 2024. El tema de apertura es "Sugar Blood Kiss" interpretado por Fantastics. Crunchyroll obtuvo la licencia de la serie fuera de Asia.